# 肝細胞

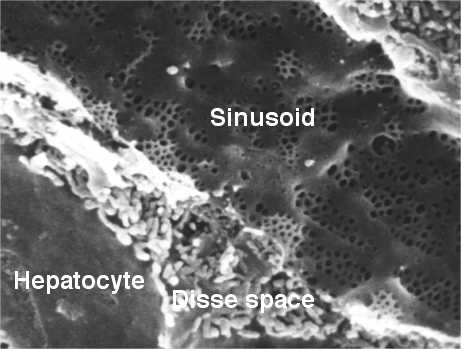
ラットの肝臓の類洞と有窓血管内皮細胞。窓の大きさは直径約100nm、類洞は5µm。Robin Fraser　(University of Otago) による電子顕微鏡撮影。

肝細胞（かんさいぼう、英: Hepatocyte）は、肝臓の70-80％を構成する約20μm大の細胞。タンパク質の合成と貯蔵、炭水化物の変換、コレステロール、胆汁酸、リン脂質の合成、並びに、内生および外生物質の解毒、変性、排出に関与する。また、胆汁の生成と分泌を促進する働きも持つ。

## 組織学

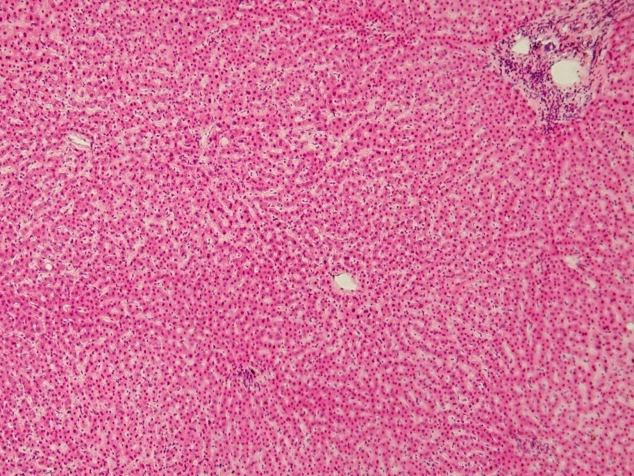
ヒトの肝臓

肝細胞には、多量のミトコンドリアを反映する好酸性細胞質と、粗面小胞体とリボソームより構成される好塩基性斑点が見られる。褐色リポフスチン顆粒も加齢とともに見られる。 また試料調製の際に除かれた細胞質グリコーゲンと脂質により細胞質に不規則な染色されない部分が観察される。肝細胞の平均寿命は5ヶ月で再生可能である。 
肝細胞の細胞核は分散したクロマチンと明確な核小体を持ち球形である。四倍性、多倍性が通常50％以上の肝細胞において起こっているため、核の大きさにはばらつきが見られる。二核細胞もまた良く見られる。肝細胞は平板状に整列しており、レチクリン（コラーゲン タイプ III）ネットワークで支えられた脈管構造（類洞（英: sinusoid）で区切られている。肝細胞板は哺乳類においては一細胞層であり、ニワトリにおいては二細胞層である。類洞は不連続で有窓の血管内皮細胞からなる。この血管内皮細胞は基底膜を持たず、リンパ液をリンパ系へと送りだすディッセ腔により肝細胞から離されている。内皮細胞間には、細網内皮系の一部である食作用をもつ単球由来のクッパー細胞が散見される。ビタミンAを貯蔵し、細胞外マトリックスとコラーゲンを生成する伊東細胞も内皮細胞間に存在するが、光学顕微鏡で発見することは難しい。 さらに肝細胞は肝小葉と言われる集合体を形成し分葉構造を呈する。 
肝細胞は、生体異物の生体や代謝への影響を評価する上で重要な生理学的指標である。また肝細胞は培養液の中で増殖せず、冷凍、解凍を含む低温保存の過程で非常に敏感に損傷を受けやすい。

## タンパク質合成
肝細胞はアルブミン、血液凝固因子のフィブリノーゲン及びプロトロンビンを製造する。またリポタンパク質、セルロプラスミン、トランスフェリン、補体系タンパク質、および糖タンパク質の主な合成の場である。肝細胞はそれ自身の構造タンパク質、細胞内酵素も製造する。 
タンパク質の合成は粗面小胞体(RER)で行われる。粗面、滑面(SER)両小胞体は生成されたタンパク質の分泌に関与する。

## 炭水化物の代謝
肝臓は炭水化物から脂肪酸を生成し、さらに脂肪酸とグリセリンからトリアシルグリセロールを合成する。肝細胞はまた、後に脂質と結合してリポタンパク質となるアポタンパク質を合成する。
肝臓はアラニン、グリセリン、オキザロ酢酸などの前駆体から炭水化物を合成する糖新生の生体における主な場でもある。

## 脂質の代謝
肝臓は体循環により多くの脂質を受け取り、カイロミクロンの断片を代謝する。アセテートからはコレステロールが合成され、後にコレステロールからは胆汁が生合成される。肝臓は胆汁合成の唯一の場である。

## 解毒作用
肝細胞は薬物、殺虫剤などの外生物質と、ステロイドなどの内生物質の代謝、解毒、不活性化の能力を持っている。恒常性の維持と、摂取した毒物から生体を守るために、肝臓は腸からの静脈血液に含まれる様々な物質の効率的な解毒を担っている。肝細胞の解毒作用の一つはアンモニアの尿素への変換である。 